# マリルCoAリアーゼ
マリルCoAリアーゼ(Citramalyl-CoA lyase、EC 4.1.3.24)、以下の化学反応を触媒する酵素である。
(3S)-3-カルボキシ-3-ヒドロキシプロパノイルCoA{\displaystyle \rightleftharpoons }アセチルCoA + グリオキシル酸
従って、この酵素の基質は(3S)-3-カルボキシ-3-ヒドロキシプロパノイルCoAのみ、生成物はアセチルCoAとグリオキシル酸の2つである。
この酵素はリアーゼ、特に炭素-炭素結合を切断するオキソ酸リアーゼに分類される。系統名は、(3S)-3-カルボキシ-3-ヒドロキシプロパノイルCoA グリオキシル酸リアーゼ (アセチルCoA形成)((3S)-3-carboxy-3-hydroxypropanoyl-CoA glyoxylate-lyase (acetyl-CoA-forming))である。他に、malyl-coenzyme A lyase、(3S)-3-carboxy-3-hydroxypropanoyl-CoA glyoxylate-lyase等とも呼ばれる。この酵素は、グリオキシル酸及びジカルボン酸の代謝に関与している。